# Arnulf Schleicher
Arnulf Schleicher OSB (* 21. September 1906 in Pflaumloch; † 28. Juni 1952 im Gefangenenlager Oksadok, Provinz Chagang-do, Nordkorea) war ein deutscher römisch-katholischer Geistlicher, Ordensmann, Missionar und Märtyrer.

## Leben
Josef Schleicher, Sohn eines Landwirts, stammte aus Pflaumloch, heute Ortsteil von Riesbürg (westlich Nördlingen). Er war Schüler im Martinihaus in Rottenburg am Neckar, dann im Konvikt Ehingen, wo er Abitur machte. Er trat in das Kloster St. Ottilien der Benediktinerkongregation von St. Ottilien ein, wurde im Mai 1925 unter dem Ordensnamen Arnulf Novize und legte am 15. Mai 1926 die Erste Profess ab. Er studierte in St. Ottilien und Rom und wurde am 13. Juli 1930 in Dillingen an der Donau zum Priester geweiht. 1931 wurde er in katholischer Theologie promoviert. Am 10. April 1932 ging er nach Korea in die Mission und wirkte im Kloster Tokwon als Novizenmeister und Subprior sowie als Dozent für Dogmatik und Exegese am Priesterseminar. Er übersetzte die Apostelbriefe ins Koreanische. Nach der Besetzung des Klosters durch die koreanische kommunistische Geheimpolizei am 10. Mai 1949 kam er zusammen mit Bischof Bonifatius Sauer in das Gefängnis von Pjöngjang und von dort in das Gefangenenlager Oksadok, wo er im Juni 1952 verstarb.

## Gedenken
Die Römisch-katholische Kirche in Deutschland hat Pater Arnulf Schleicher als Märtyrer in das deutsche Martyrologium des 20. Jahrhunderts aufgenommen.